# میدلند (کلرادو)
میدلند (به انگلیسی: Midland) یک منطقهٔ مسکونی در ایالات متحده آمریکا است که در کلرادو واقع شده‌است. میدلند ۴٫۵۰۴ کیلومتر مربع مساحت و ۱۵۶ نفر جمعیت دارد و ۲٬۸۶۷ متر بالاتر از سطح دریا واقع شده‌است.